# Gourdon (Lot)
Gourdon é uma comuna francesa na região administrativa da Occitânia, no departamento de Lot. Estende-se por uma área de 45.52 km², e possui 3.985 habitantes, segundo o censo de 2018, com uma densidade de 88 hab/km².